# 孟振生
孟振生（Joseph-Martial Mouly, C.M. 1807年8月2日—1868年12月4日）， 罗马天主教主教。

## 早年：法国
1807年8月2日，孟振生生于法国西南部洛特省菲雅克，1825年10月18日（18岁）在巴黎加入遣使会。1827年10月19日发愿。1831年4月2日在亚眠晋升神父。

## 西湾子
1833年9月30日孟振生出发，前往中国传教。1834年8月14日到达澳门。1835年7月12日抵达长城外侧的西湾子天主教堂，以此为基地，向蒙古和直隶地区传教，助手是一位中国遣使会会士薛玛窦神父。1840年8月23日，蒙古代牧区成立，孟振生任首任宗座代牧，主教座堂即设于西湾子天主教堂。1842年7月25日，孟振生在山西省阳曲县红沟子村由山西陕西代牧艾若亚敬主教祝圣。1844年10月4日孟振生担任遣使会蒙古省会长。

## 安家庄
1846年4月28日孟振生兼任北京教区代理，驻扎在保定府徐水县安家庄。1851年6月22日，孟振生在直隶宁晋县小营里村天主堂祝圣了助理主教董若翰。1854年11月8日被迫离开，1855年1月2日到达上海。1856年1月3日孟振生任北京教区主教，同年5月30日，北京教区一分为三：直隶北境代牧区（遣使会传教区）、直隶西南代牧区（遣使会传教区）和直隶东南代牧区（耶稣会传教区）。孟振生改任直隸北境代牧区宗座代牧。并且代理直隶西南代牧区主教2年，直到1858年委任董若翰为该教区第一任主教。

## 北京
咸丰十年（1860年），第二次鸦片战争结束后，直隶北境代牧区的宗座代牧孟振生进驻北京，根据清政府与英法等国达成的协议，向清政府要求归还在禁教时期没收的东堂、南堂、北堂和西堂的教产。1860年，孟振生主教主持南堂重新开堂。同治三年，主教孟振生主持在蚕池口北堂原址建立了一座高大的哥特式建筑（1888年迁往西什库天主堂），作为主教座堂。西直门西堂早已已改为民居多年，同治六年（1867年），西直门天主堂重建落成。东堂已仅存街门，内部全毁。教会稍作清理后，修建数间平房，作为教友的祈祷所。
1868年12月4日，孟振生逝世於北京，年61岁，其墓地在正福寺天主教墓地。